# Кидиш (Челябінська область)
Кидиш (рос. Кидыш) — село в Уйському районі Челябінської області Російської Федерації.
Населення становить 1014 осіб (2010). Входить до складу муніципального утворення Кідишевське сільське поселення.

## Історія
З 1926 року належить до Уйського району, котрий у 1929-1962 роках називався Колхозний (Колгоспний). У 1962-1964 роках у складі Чебаркульського району.
Згідно із законом від 17 вересня 2004 року органом місцевого самоврядування є Кідишевське сільське поселення .

## Населення
| 2002 | 2010  |
| ---- | ----- |
| 1337 | ↘1014 |